# Kejsardömet Trapezunt
Kejsardömet Trapezunt (grekiska: Αυτοκρατορία της Τραπεζούντας; även Kejsardömet Trapezunt eller Kejsardömet Trebizond) var ett kejsardöme som kontrollerade nordöstra Anatolien och delar av Krimhalvön från 1200-talet till 1400-talet. Riket skapades ursprungligen genom en revolt mot att det bysantinska rikets tron usurperats under det fjärde korståget och Tamar, drottning av Georgien, försåg Alexios I Komnenos med de trupper han behövde för att erövra Trabzon, Sinope och Paflagonien. Efter att det fjärde korståget ockuperade Konstantinopel och riket splittrades i ett antal efterföljande stater, Trabzon, Nicaea och Epirus, pressade kejsarna i Trabzon sina anspråk på den bysantinska tronen. Även årtionden efter att Kejsardömet Nicaea återtagit Konstantinopel 1261 och återställt det bysantinska riket pressades anspråk från Trabzon.
Kejsarna av Trabzon kallade sig själva för Megas Komnenos ("Storkomnenos") och hävdade ursprungligen, likt de andra bysantinska staterna Nicaea och Epirus, sig som "Kejsare och Autokrater av Romarna". Efter att Mikael VIII Palaiologos av Nicaea återtagit Konstantinopel blev Komnenarnas titel som "kejsare" en öm punkt. Johannes II av Trabzon tog av sig sina kejserliga regalier utanför Konstantinopels murar innan han kunde gå in och gifta sig med Mikaels dotter, och accepterade den lagliga titeln som "despot". Kejsarna över Trabzon använde en annan variant av titeln fram tills rikets slut, "Kejsare och Autokrat av hela Östern, Iberierna och Perateia".
Efter det bysantinska rikets fall 1453 återstod Kejsardömet Trabzon och Despotatet Epirus som bysantinska stater. Epirus hade under tiden sedan återtagandet av Konstantinopel tidvis varit en del av Bysans, Serbien och till sist av italienska riken innan det föll till osmanerna 1479 och hade då sedan länga slutat med sina anspråk på rikets tron. Kejsardömet Trabzon blev därmed det sista självständiga riket att bevara det bysantinska rikets kultur innan det erövrades av en osmanske sultanen Mehmet II 1461.

## Uppkomst

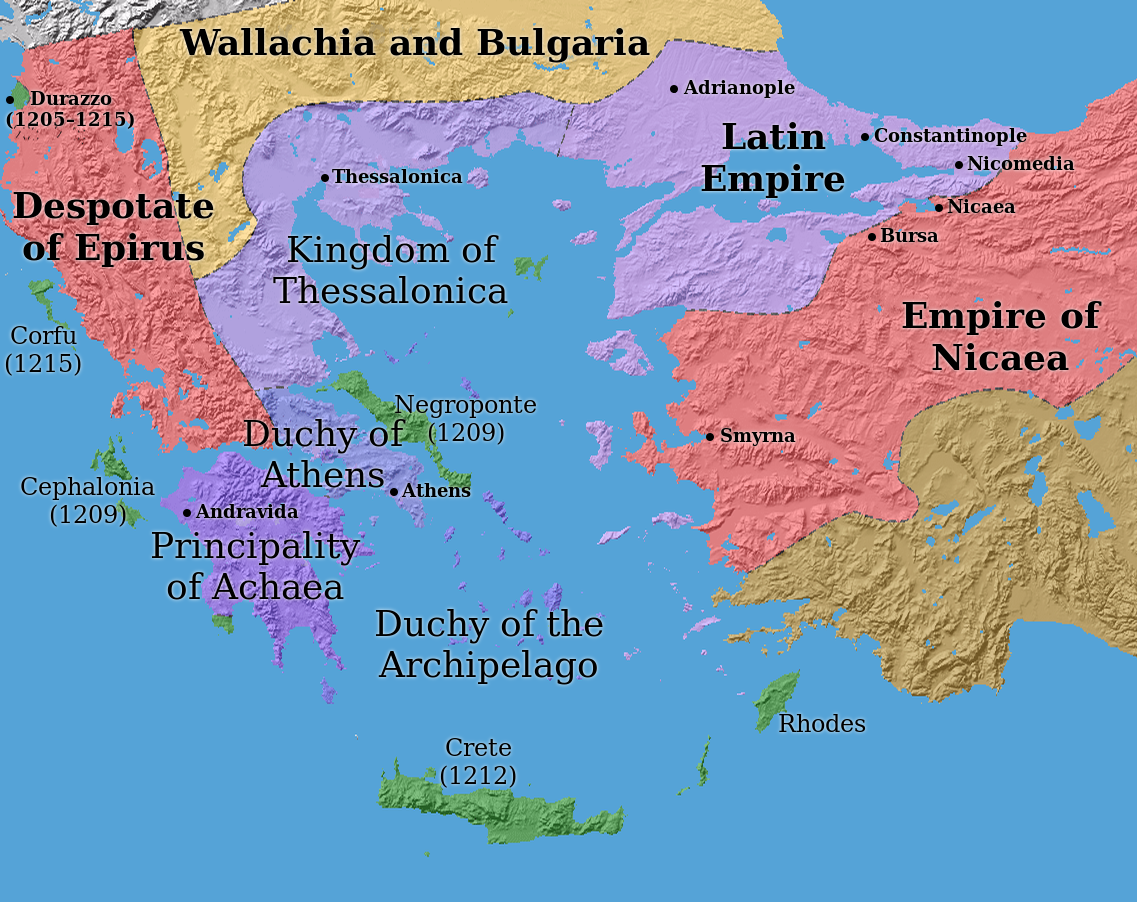
Dagens Grekland efter det bysantinska rikets splittring 1204. Trabzon ligger längre österut.

Sedan Konstantinopel fallit för det fjärde korståget 1204 blev Trabzon en av de tre mindre bysantinska stater som uppstod ur resterna av det bysantinska riket vid sidan av kejsardömet Nicaea och despotatet Epirus (se karta). Alexios Komnenos, sonson till den bysantinske kejsaren Andronikos I, gjorde Trabzon till sin huvudstad och betraktade sig som den legitima arvtagaren till den bysantinska kejsartronen.
Andronikos hade avsatts och mördats 1185. Han son Manuel I Komnenos bländades och avled av sviterna. Man vet att Manuels hustru Rusudan, mor till Alexios och David, flydde Konstantinopel med sina barn undan förföljelsen från Andronikos efterträdare Isaac II Angelos men det är oklart om hon flydde till Georgien eller till Svarta havets sydkust där ätten Komnenos hade sitt ursprung och kan ha upprättat ett halvautonomt rike redan förre 1204.
Trabzon bestod ursprungligen av ett sammanhängande område mellan Soterioupolis och Sinope som motsvarar dagens turkiska provinser Sinop, Ordu, Giresun, Trabzon, Bayburt, Gümüşhane, Rise och Artvin. På 1300-talet kontrollerade Trabzon Perateia, bl.a. Chersones och Kertj på Krim. David Komnenos utvidgade snabbt riket västerut och intog successivt Sinope, Paflagonien och Heraklea Pontica så att riket till slut angränsade kejsardömet Nicaea. Nicaea erövrade dock territorierna väster om Sinope redan 1206 och Sinope själv gick förlorat till seldjuker 1214.

## Blomstring
Epirus gick under som självständigt rike sextio år efter sin födelse och Nicaea, som lyckades återerövra Konstantinopel från det svaga Latinska riket, intogs i sin tur av Osmanska riket 1453. Trabzon överlevde sina kristna rivaler.
Trabzon låg i konstant konflikt med Rumsultanatet och därefter de osmanska turkarna men även med själva Bysans och de italienska republikerna, i synnerhet den genuanska. Ett kejsardöme var Trabzon mest till namnet: I praktiken lyckades riket fortleva framför allt genom att spela ut sina fiender mot varandra och genom att gifta bort de kejserliga döttrarna mot frikostiga hemgifter från i första hand turkiska regenter i Mindre Asiens inland.
Ilkhan Hülegüs belägring av Bagdad 1258 förvandlade Trabzon till Sidenvägens ändhållplats och under mongoliskt beskydd kunde Trabzons göra sig en förmögenhet på handeln. Marco Polo återvände till Europa via Trabzon 1295. Under Alexios III regeringstid (1349–90) var staden en av världens ledande handelscentrum, berömt för sin rikedom och konst. 
Genom att liera sig med Timur Lenk kunde Manuel III, som efterträdde sin far Alexios III som kejsare 1390, dra nytta av de osmanska turkarnas nederlag i slaget vid Ankara 1402. Hans son Alexios IV gifte bort två av sina döttrar med Jihan Shah, ledare för den turkmeniska stamfederationen Kara Koyunlu ("Svart får"), och Ali Beg, ledare för stamfederationen Aki Koyunlu ("Vitt får"), samtidigt som hans äldsta dotter Maria blev den bysantinska kejsaren Johannes VIII Paleologos tredje hustru. Pero Tafur, som besökte staden 1437, skrev att Trabzon hade färre än 4 000 soldater.
Johannes IV kunde dock inte förhindra att riket delade Konstantinopels öde. Den osmanske sultanen Murad I gjorde ett första försök att inta staden 1442 från havet men ett oväder försvårade landstigningen och anfallet kunde slås tillbaka. Medan Mehmet II belägrade Belgrad 1456 anföll ståthållaren Amisus Trabzon och trots att han kunde besegras lyckades han ta ett stort antal fångar och utkräva en stor lösesumma.

## Förfall och undergång

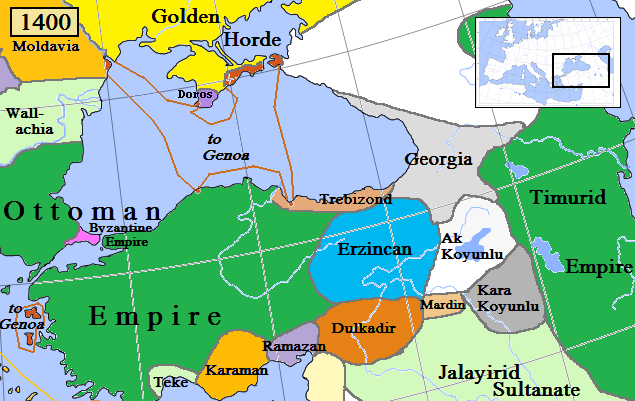
Karta över Kejsardömet Trabzon, nu betydligt mindre i storlek, och kringliggande stater 1400.

Johannes IV förberedde sig mot det annalkande hotet genom att ingå allianser. Han gav sin dotter till sin svåger Uzun Hasan, ledare för Aki Koyunlu, i utbyte mot löften om beskydd. Han lyckades också försäkra sig om beskydd från de turkiska emirerna i Sinope och Karaman samt georgiska kungar och prinsar. 
Johannes avled dock 1458 och efterträddes av sin bror David som istället försökte liera sig med olika västerländska statsbildningar. Davids spektakulära planer på att bland annat inta Jerusalem kom till Mehmet II:s kännedom och Davids krav att Murad skulle efterskänka sitt tribut provocerade honom ytterligare. 
Motreaktionen kom under sommaren 1461 då Mehmet ledde en ansenlig armé som från staden Bursa snabbt isolerade Trabzon genom att först besegra emirerna i Sinope och sedan vända sig söderut över Armenien och betvinga Uzun Hasan. Mehmets belägring av Trabzon var ett faktum innan dess invånare ens upptäckt det. Staden höll ut i en månad innan David till slut kapitulerade den 15 augusti 1461.

## Källhänvisningar och referenser
1. ↑  Hewsen, Robert H. (2009). "Armenians on the Black Sea: The Province of Trebizond". I Richard G. Hovannisian. Armenian Pontus: The Trebizond-Black Sea Communities. Costa Mesa, CA: Mazda Publishers, Inc. sid. 47, 37–66. ISBN 1-56859-155-1
2. ↑  Nicol, The Last Centuries of Byzantium, 1261-1453, andra upplagan (Cambridge: University Press, 1993), sid. 74.
3. ↑  N. Oikonomides, "The Chancery of the Grand Komnenoi: Imperial Tradition and Political Reality", Archeion Pontou 35 (1979), sid. 299-332
4. ↑  Michael Panaretos, Krönika, kapitel 1. Grekisk text i Original-Fragmente, Chroniken, Inschiften und anderes Materiale zur Geschichte des Kaiserthums Trapezunt, del 2; i Abhandlungen der historischen Classe der königlich bayerischen Akademie 4 (1844), sid. 11; Tysk översättning, sid. 41